# Wereldkampioenschap floorball 2016
Het wereldkampioenschap floorball van 2016 was de 11de editie van het floorballevenement. het vond plaats in Riga (Letland).

## Kwalificatie

### Gekwalificeerde landen
| Land             | Confederatie |
| ---------------- | ------------ |
| Zweden           | Europa       |
| Finland          | Europa       |
| Zwitserland      | Europa       |
| Tsjechië         | Europa       |
| Noorwegen        | Europa       |
| Letland          | Europa       |
| Denemarken       | Europa       |
| Estland          | Europa       |
| Polen            | Europa       |
| Duitsland        | Europa       |
| Slowakije        | Europa       |
| Australië        | Azië         |
| Thailand         | Azië         |
| Singapore        | Azië         |
| Verenigde Staten | Amerika      |
| Canada           | Amerika      |

### Loting
De groepen worden geloot op 9 april 2016 in Riga.

#### Divisie A
| Pot 1                                                   | Pot 2                                                   |
| ------------------------------------------------------- | ------------------------------------------------------- |
| Zweden (1.) Finland (2.) Zwitserland (3.) Tsjechië (4.) | Letland (5.) Noorwegen (6.) Duitsland (7.) Estland (8.) |

#### Divisie B
| Pot 3                                                               | Pot 4                                                      |
| ------------------------------------------------------------------- | ---------------------------------------------------------- |
| Slowakije (9.) Verenigde Staten (10.) Denemarken (12.) Canada (13.) | Polen (14.) Australië (16.) Singapore (18.) Thailand (35.) |

## Speelsteden
| Arena Riga                   | Olimpiskais Sporta Centrs |  |
| ---------------------------- | ------------------------- |  |
| Capaciteit: 10,300 Groep A/B | Capaciteit: 800 Groep C/D |  |
|                              |                           |  |

## Groepsfase

### Divisie A

#### Groep A
| Nr. | Land        | GW | Win | Gel | Ver | DV | DT | +/- | Pnt |
| --- | ----------- | -- | --- | --- | --- | -- | -- | --- | --- |
| 1.  | Zwitserland |    |     |     |     |    |    |     | 0   |
| 2.  | Finland     |    |     |     |     |    |    |     | 0   |
| 3.  | Duitsland   |    |     |     |     |    |    |     | 0   |
| 4.  | Estland     |    |     |     |     |    |    |     | 0   |

| Datum      | Land        | Land        | Uitslag | Periode         |
| ---------- | ----------- | ----------- | ------- | --------------- |
| 3 december | Estland     | Zwitserland | 4 – 8   | (2-2, 1-5, 1-1) |
| 3 december | Finland     | Duitsland   | 12 – 1  | (5-0, 1-1, 6-0) |
| 4 december | Duitsland   | Estland     | –       |                 |
| 4 december | Finland     | Zwitserland | –       |                 |
| 5 december | Finland     | Estland     | –       |                 |
| 6 december | Zwitserland | Duitsland   | –       |                 |

#### Groep B
| Nr. | Land      | GW | Win | Gel | Ver | DV | DT | +/- | Pnt |
| --- | --------- | -- | --- | --- | --- | -- | -- | --- | --- |
| 1.  | Zweden    |    |     |     |     |    |    |     | 0   |
| 2.  | Tsjechië  |    |     |     |     |    |    |     | 0   |
| 3.  | Letland   |    |     |     |     |    |    |     | 0   |
| 4.  | Noorwegen |    |     |     |     |    |    |     | 0   |

| Datum      | Land      | Land      | Uitslag | Periode         |
| ---------- | --------- | --------- | ------- | --------------- |
| 3 december | Noorwegen | Tsjechië  | 4 – 8   | (0-2, 1-3, 3-3) |
| 3 december | Zweden    | Letland   | 7 – 2   | (3-1, 2-1, 2-0) |
| 4 december | Letland   | Tsjechië  | –       |                 |
| 5 december | Zweden    | Noorwegen | –       |                 |
| 6 december | Tsjechië  | Zweden    | –       |                 |
| 6 december | Letland   | Noorwegen | –       |                 |

### Divisie B

#### Groep C
| Nr. | Land       | GW | Win | Gel | Ver | DV | DT | +/- | Pnt |
| --- | ---------- | -- | --- | --- | --- | -- | -- | --- | --- |
| 1.  | Denemarken |    |     |     |     |    |    |     | 0   |
| 2.  | Slowakije  |    |     |     |     |    |    |     | 0   |
| 3.  | Polen      |    |     |     |     |    |    |     | 0   |
| 4.  | Australië  |    |     |     |     |    |    |     | 0   |

| Datum      | Land       | Land       | Uitslag | Periode         |
| ---------- | ---------- | ---------- | ------- | --------------- |
| 3 december | Denemarken | Australië  | 8 – 1   | (3-0, 4-1, 1-0) |
| 4 december | Slowakije  | Polen      | –       |                 |
| 5 december | Australië  | Slowakije  | –       |                 |
| 5 december | Denemarken | Polen      | –       |                 |
| 6 december | Slowakije  | Denemarken | –       |                 |
| 6 december | Polen      | Australië  | –       |                 |

#### Groep D
| Nr. | Land             | GW | Win | Gel | Ver | DV | DT | +/- | Pnt |
| --- | ---------------- | -- | --- | --- | --- | -- | -- | --- | --- |
| 1.  | Canada           |    |     |     |     |    |    |     | 0   |
| 2.  | Verenigde Staten |    |     |     |     |    |    |     | 0   |
| 3.  | Singapore        |    |     |     |     |    |    |     | 0   |
| 4.  | Thailand         |    |     |     |     |    |    |     | 0   |

| Datum      | Land             | Land      | Uitslag | Periode         |
| ---------- | ---------------- | --------- | ------- | --------------- |
| 3 december | Verenigde Staten | Thailand  | 5 – 4   | (2-0, 2-3, 1-1) |
| 3 december | Canada           | Singapore | 2 – 1   | (1-0, 1-0, 0-1) |
| 4 december | Verenigde Staten | Canada    | –       |                 |
| 4 december | Thailand         | Singapore | –       |                 |
| 5 december | Canada           | Thailand  | –       |                 |
| 6 december | Verenigde Staten | Singapore | –       |                 |

## Rechtstreekse uitschakeling

### Achtste finales
| Datum | Land | Land | Uitslag | Periode |
| ----- | ---- | ---- | ------- | ------- |
|       |      |      |         |         |
|       |      |      |         |         |
|       |      |      |         |         |
|       |      |      |         |         |

### Kwartfinales
| Datum | Land | Land | Uitslag | Periode |
| ----- | ---- | ---- | ------- | ------- |
|       |      |      |         |         |
|       |      |      |         |         |
|       |      |      |         |         |
|       |      |      |         |         |

### Halve finale
| Datum       | Land | Land | Uitslag | Periode |
| ----------- | ---- | ---- | ------- | ------- |
| 10 december |      |      |         |         |
|             |      |      |         |         |

### Derde plaats
| Datum       | Land | Land | Uitslag | Periode |
| ----------- | ---- | ---- | ------- | ------- |
| 11 december |      |      |         |         |

### Finale
| Datum       | Land | Land | Uitslag | Periode |
| ----------- | ---- | ---- | ------- | ------- |
| 11 december |      |      |         |         |

### Eindrangschikking
| #      | Land        |
| ------ | ----------- |
| Goud   | Finland     |
| Zilver | Zweden      |
| Brons  | Zwitserland |
| 4      | Tsjechië    |
| 5      |             |
| 6      |             |
| 7      |             |
| 8      |             |
| 9      |             |
| 10     |             |
| 11     |             |
| 12     |             |
| 13     |             |
| 14     |             |
| 15     |             |
| 16     |             |